# Боровець (Конецький повіт)
Боровець (пол. Borowiec) — село в Польщі, у гміні Ґоварчув Конецького повіту Свентокшиського воєводства.
Населення — 173 особи (2011).
У 1975-1998 роках село належало до Радомського воєводства.

## Демографія
Демографічна структура на день 31 березня 2011 року:
|          | Загалом | Допрацездатний вік | Працездатний вік | Постпрацездатний вік |
| -------- | ------- | ------------------ | ---------------- | -------------------- |
| Чоловіки | 82      | 12                 | 51               | 19                   |
| Жінки    | 91      | 21                 | 40               | 30                   |
| Разом    | 173     | 33                 | 91               | 49                   |